# Green Crag (Deception Island)
Der Green Crag ist ein Felsvorsprung auf Deception Island im Archipel der Südlichen Shetlandinseln. Er ragt im südwestlichen Abschnitt der Cathedral Crags an der Whalers Bay auf.
Der britische Geologe Donald Durston Hawkes (* 1934) vom Falkland Islands Dependencies Survey kartierte ihn 1961. Polnische Wissenschaftler benannten ihn 1999 nach seiner grünlichen Erscheinung, die durch den Bewuchs mit Flechten hervorgerufen wird.